# Spækhuggeren (1911)
Spækhuggeren – duński torpedowiec z początku XX wieku i okresu międzywojennego, jedna z trzech zbudowanych jednostek typu Tumleren. Okręt został zwodowany 7 października 1911 roku w stoczni Orlogsværftet w Kopenhadze, a do służby w Kongelige Danske Marine wszedł w 1912 roku. Jednostka została wycofana ze służby w 1935 roku.

## Projekt i budowa
Po zbudowanym na licencji Normanda w kopenhaskiej stoczni Orlogsværftet w 1907 roku torpedowcu „Ormen” dowództwo duńskiej marynarki zdecydowało o zamówieniu w zagranicznych stoczniach dwóch kolejnych typów torpedowców. Prototyp - „Tumleren” - zamówiono w Niemczech, a dwie pozostałe jednostki zbudowano już w kraju. Były to pierwsze duńskie okręty o napędzie turbinowym .
„Spækhuggeren” zbudowany został w stoczni Orlogsværftet w Kopenhadze . Stępkę okrętu położono w październiku 1910 roku, a zwodowany został 7 października 1911 roku .

## Dane taktyczno-techniczne
Okręt był torpedowcem o długości całkowitej 56,4 metra, szerokości 5,83 metra i zanurzeniu 2,16 metra . Wyporność normalna wynosiła 249 ton, a pełna 271 ton . Siłownię okrętu stanowiła turbina parowa Schichau o mocy 5000 KM, do której parę dostarczały dwa kotły typu Normand . Prędkość maksymalna napędzanego jedną śrubą okrętu wynosiła 27,5 węzła . Okręt zabierał zapas 50 ton węgla.
Okręt wyposażony był w pięć pojedynczych wyrzutnie torped kalibru 450 mm: jedną stałą na dziobie i cztery na pokładzie (po dwie na każdej z burt) . Uzbrojenie artyleryjskie stanowiły dwa pojedyncze działa pokładowe kalibru 75 mm M07 L/52 .
Załoga okrętu składała się z 33 oficerów, podoficerów i marynarzy .

## Służba
„Spækhuggeren” wszedł do służby w Kongelige Danske Marine w 1912 roku . W 1919 roku okręt otrzymał numer taktyczny 17, zmieniony dwa lata później na C3, zaś w 1929 roku na N3 . Jednostka została wycofana ze służby w 1935 roku.